# Ертиљ
Ертиљ (рус. Эртиль) град је у Русији у Вороњешкој области. Према попису становништва из 2010. у граду је живело 11387 становника.

## Географија
Површина града износи 20 km².

## Становништво
| 1939. | 1959.  | 1970.  | 1979.  | 1989.  | 2002.  | 2010.  |
| ----- | ------ | ------ | ------ | ------ | ------ | ------ |
| 7.100 | 10.059 | 12.648 | 13.162 | 14.144 | 12.885 | 11.387 |